# Мор ап Оуайн
Мор (валл. Mor; умер в 450 году) — правитель Средне-Южного Уэльса (440—450).

## Биография
Мор — сын Оуэна Черногубого, правителя Средне-Южного Уэльса. Мор наследовал ему в 440 году. Подробности о его жизни не сохранились. В 450 году, когда умер Мор, его сыновья разделили его владения на три части, из которых самым влиятельным стал Керниу.